# آزمایش غیر مخرب رباتیک
آزمایش غیر مخرب رباتیک (NDT) روشی برای بازرسی است که برای ارزیابی یکپارچگی ساختاری تاسیسات نفت ، گاز طبیعی و آب استفاده می‌شود. ابزارهای روباتیک مبتنی بر خزنده معمولاً برای برنامه‌های بازرسی درون خطی (ILI) در خطوط لوله استفاده می‌شوند که با استفاده از ابزارهای سنتی پیگینگ هوشمند (یا خطوط لوله غیرقابل استفاده) قابل بازرسی نیستند.
ابزارهای رباتیک NDT همچنین می‌توانند برای بازرسی‌های اجباری در مناطق غیرقابل سکونت (مانند فضای داخلی مخازن، تأسیسات نفتی زیر دریا) برای به حداقل رساندن خطر برای بازرسان انسانی استفاده شوند، زیرا این ابزارها از راه دور توسط یک تکنسین آموزش دیده یا تحلیلگر NDT کار می‌کنند. این سیستم‌ها داده‌ها و فرمان‌ها را از طریق سیم (که معمولاً کابل ناف یا تتر نامیده می‌شود) یا به صورت بی‌سیم (در مورد خزنده‌های بدون تتر با باتری) منتقل می‌کنند.
ابزارهای روباتیک NDT به اپراتورهای خط لوله و شرکت های ابزار کمک می کند تا مجموعه داده های یکپارچگی ساختاری مورد نیاز را برای اهداف تعمیر و نگهداری در برنامه های زیر تکمیل کنند:

## برنامه های کاربردی[ویرایش]
ابزارهای روباتیک NDT به اپراتورهای خط لوله و شرکت های ابزار کمک می کند تا مجموعه داده های یکپارچگی ساختاری مورد نیاز را برای اهداف تعمیر و نگهداری در برنامه های زیر تکمیل کنند:
- خطوط لوله نفت و خدمات عمومی
  - دیوارهای لوله
  - گیره جوش
- سیستم های خنک کننده هسته ای
- مخازن ذخیره سازی
  - صفحات کف
  - صفحات پوسته
  - جوش

شرایط خط لوله که ممکن است از بازرسی خوک مبتنی بر جریان جلوگیری کند یا مانع آن شود عبارتند از:
- برخی از اتصالات لوله (به عنوان مثال، خم های با شعاع کوچک، سه راهی ها ، شیرهای پروانه ای ، کاهنده ها ) ممکن است برای خوک های بازرسی حجیم غیر قابل عبور باشند.
  - تکنسین‌ها می‌توانند به صورت دستی سرعت حرکت ابزار روباتیک، جهت‌گیری و پیکربندی را برای حرکت در اتصالاتی که ممکن است یک خوک آزاد را به دام بیندازند یا آسیب بزنند، تنظیم کنند.
- جریان محصول ممکن است برای سفر خوک مناسب نباشد.
  - کنترل تکنسین سفر خزنده خودکششی خطر نقص سنسور مبتنی بر سرعت را کاهش می دهد.
  - نظارت بر ابزار در زمان واقعی به تکنسین این امکان را می دهد که در صورت غیرقابل قبول شدن خوانش، از جمله تنظیم تنظیمات ابزار برای اسکن مجدد مناطق از دست رفته یا تعمیر اجزای آسیب دیده، فوراً عملکرد ابزار را تنظیم کند.
  - اکثر ابزارهای رباتیک از روش‌های معاینه غیر تماسی استفاده می‌کنند - تکنسین‌ها مجبور نیستند لایه‌ای از کوپلنت را مدیریت کنند.
- دسترسی محدود به ابزار ممکن است بر استفاده از ابزارهای سنتی تأثیر بگذارد - خوک‌های هوشمند به نقاط ورودی و خروجی خاصی نیاز دارند (به ترتیب پرتاب‌کننده و گیرنده نامیده می‌شوند)، که ممکن است به طور دائم یا موقت نصب شوند.
  - برخی از خزنده ها را می توان از طریق اتصالات برداشته شده یا قرقره های بریده شده به طول 24 اینچ وارد کرد که انعطاف پذیری بیشتری را در گزینه های راه اندازی و بازیابی فراهم می کند - این ابزارها به وسایل خاصی نیاز ندارند.
  - برخی از خزنده‌ها برای ورود و خروج از خطوط گاز طبیعی از طریق شیرهای داغ طراحی شده‌اند که می‌توانند به راحتی اپراتور خط لوله را بدون خارج کردن خط از سرویس قرار دهند.
  - حتی در خطوط لوله‌ای که به‌طور عملی می‌توانند یک خوک هوشمند سنتی را بپذیرند، توانایی خزنده‌ها برای انجام بازرسی‌های کوتاه در مناطق خاص مورد توجه برای اپراتورهای خط لوله بسیار کارآمدتر از ترتیب دادن یک پیگ طولانی فقط برای رسیدن به همان منطقه کوچک است.

ابزارهای رباتیک NDT همچنین مزایای ایمنی را در مناطق غیرقابل پذیرش ارائه می دهند:
- خزنده‌های بازرسی پوسته مخزن معمولاً از کناره‌های مخازن بالا می‌روند و از خطر برای بازرسان و زمان/هزینه برای مالک مخزن برای تأمین حفاظت از سقوط یا/و داربست جلوگیری می‌کنند.
- به طور مشابه، خزنده های بازرسی کف مخزن که می توانند از طریق سوراخ های روی سقف مخزن به داخل مخزن پایین بیایند، خطرات ورود به فضای محدود و زمان/هزینه مربوط به نظارت بر کیفیت هوا را از بین می برند.
- ابزارهایی که قادر به کار در هنگام غوطه وری هستند، خطرات، دشواری و هزینه تخلیه منطقه بازرسی را از بین می برند. هنگامی که در بازرسی مخازن ذخیره سازی و کاربردهای زیر دریا استفاده می شود، این ابزار خطرات مرتبط با غواصی را نیز از بین می برد.

## انواع خزنده ILI رباتیک[ویرایش]

### نمای کلی ابزار متصل[ویرایش]
ابزارهای بازرسی رباتیک متصل دارای کابل نافی هستند که به آنها وصل شده است که فرمان های قدرت و کنترل را به ابزار ارائه می دهد و در عین حال داده های حسگر را به تکنسین باز می گرداند. خزنده های متصل دارای مزایای زیر نسبت به خزنده های بدون اتصال هستند:
- تکنسین ها می توانند برای کمک به بازیابی خزنده در مواقع اضطراری یا برای انجام تعمیرات از بند استفاده کنند.
- منبع تغذیه نامحدود از کابل ناف به تکنسین ها این امکان را می دهد تا بدون توجه به عمر باتری، عیوب احتمالی را در صورت لزوم بررسی کنند.
- کابل ناف داده های کنترل و حسگر را در زمان واقعی به تکنسین ها ارائه می دهد و در صورت لزوم امکان بازرسی مجدد یافته های مشکوک را فراهم می کند و همچنین به تکنسین ها فوراً در مورد نقص ابزار هشدار می دهد (یعنی به حداقل رساندن تماس های نادرست یا/و ناهنجاری های از دست رفته)
- اکثر خزنده های ILI متصل به اندازه کافی کوچک هستند تا از طریق اتصالات/فلنج های برداشته شده یا برش های کوچک در خط لوله وارد شوند و ناراحتی اپراتور خط لوله را به حداقل می رساند.
- قابلیت های دو جهته فقط به یک نقطه دسترسی برای بازرسی لوله ها نیاز دارد.

خزنده‌های اتصال دارای معایب زیر در برابر خزنده‌های بدون اتصال هستند:
- طول و وزن کابل ناف مسافتی را که این ابزارها می توانند طی کنند محدود می کند
- خطوط لوله و مخازن معمولاً باید از خدمت خارج شوند تا بتوانند ورود و سفر ابزار ILI را انجام دهند

### نمای کلی خزنده ILI Untethered[ویرایش]
خزنده های رباتیک ILI بدون اتصال توسط باتری های داخلی تغذیه می شوند. این ابزارها داده های حسگر را به صورت بی سیم به اپراتور ابزار منتقل می کنند یا داده ها را برای دانلود پس از بازیابی ابزار ذخیره می کنند. خزنده های بدون اتصال دارای مزایای زیر نسبت به خزنده های متصل هستند:
- ابزارهای بدون اتصال بدون محدودیت های اعمال شده توسط کابل ناف، فاصله موثر بیشتری دارند
- خطوط لوله را می توان با ابزارهای بدون اتصال در داخل آب بندی کرد - لوله اغلب می تواند در طول بازرسی در خدمت بماند.
- قابلیت های دو جهته فقط به یک نقطه دسترسی برای بازرسی لوله نیاز دارند

خزنده های بدون اتصال دارای معایب زیر در برابر خزنده های متصل هستند:
- خزنده های رباتیک ILI بدون اتصال می توانند گیر کنند و برای بازیابی ابزار نیاز به حفاری و برش لوله دارند.
- خزنده های رباتیک ILI ثبت داده، داده های بلادرنگ را در اختیار اپراتورها قرار نمی دهند، که می تواند به بازرسی های اضافی برای تجزیه و تحلیل یافته های احتمالی نیاز داشته باشد.
- خزنده های رباتیک ILI بدون اتصال معمولاً برای استقرار و بازیابی به پرتابگرهای بزرگ نیاز دارند

## فن آوری های بازرسی[ویرایش]
ابزارهای رباتیک NDT از مجموعه‌ای از حسگرهای بازرسی استفاده می‌کنند. این بخش انواع سنسورهای رایج را شرح می دهد. اکثر ابزارها بسته به عواملی مانند اندازه ربات، طراحی و کاربرد، چندین نوع حسگر را ترکیب می کنند.

### مبدل های صوتی الکترومغناطیسی (EMAT) - فولاد آسیاب شده[ویرایش]
مقاله اصلی – مبدل های صوتی الکترومغناطیسی
مبدل های صوتی الکترومغناطیسی (EMAT) امواج مافوق صوت را به اجسام بازرسی فلزی یکنواخت آسیاب شده (به عنوان مثال، دیواره های لوله، کف مخزن) القا می کنند. تکنسین‌ها می‌توانند وضعیت فلز را ارزیابی کنند و ناهنجاری‌ها را بر اساس بازتاب این امواج تشخیص دهند - وقتی مبدل از روی یک ناهنجاری عبور می‌کند، بازتاب جدیدی بین پالس اولیه و بازتاب طبیعی ظاهر می‌شود.
پرتو مستقیم EMAT، که در آن ابزار امواج اولتراسونیک را با زاویه 0 درجه (یا عمود بر سطح فلز) به فلز القا می کند، رایج ترین روش بازرسی است. بازرسی مستقیم پرتو ضخامت فلز را تعیین می کند و همچنین عیوب زیر را شناسایی و اندازه گیری می کند:
- از دست دادن فلز در سطح داخلی (به عنوان مثال، خوردگی حفره ای ، از دست دادن فلز عمومی)
- اتلاف فلز در سطح خارجی (به عنوان مثال، خوردگی حفره ای، گوگ)، از جمله اندازه گیری ضخامت باقیمانده در مناطق نقص
- ناهنجاری‌های آسیاب لوله‌های دیواره میانی (به عنوان مثال، لمینیت‌ها، اجزای غیرفلزی)، از جمله اندازه‌گیری عمق

بازرسی پرتو زاویه ای، که در آن ابزار امواج اولتراسونیک را با زاویه ای نسبت به سطح فلز به فلز القا می کند، می تواند همزمان با بازرسی مستقیم پرتو برای تأیید تشخیص ناهنجاری انجام شود. مبدل پرتو زاویه ای فقط پژواک های ناهنجاری ها یا بازتابنده هایی را که در مسیر پرتو قرار می گیرند ثبت می کند. بر خلاف پرتو مستقیم، بازتابی از دیواره مقابل فولاد معمولی دریافت نمی کند.
ترکیبی از روش های پرتو زاویه و پرتو مستقیم ممکن است ناهنجاری های اضافی را پیدا کند و دقت بازرسی را افزایش دهد. با این حال، روش پرتو زاویه ای تحمل کمتری برای زباله های سطحی نسبت به روش پرتو مستقیم دارد. بازرسی تیرهای زاویه ای، ناهنجاری های ترک مانند موازی با محور لوله و عیوب تلفات فلزی را کشف می کند که برای تشخیص از طریق پرتو مستقیم بسیار کوچک هستند، از جمله موارد زیر:
- استرس ترک خوردگی
- آسیب مکانیکی (به عنوان مثال، امتیاز، علائم خوراک، خراش)
- خوردگی حفره ای

علاوه بر کاربرد آن در خطوط لوله غیر قابل پیگ، ماهیت غیر تماسی ابزارهای EMAT این روش را برای کاربردهای خشک که الزامات کوپلنت مایع ممکن است ابزارهای سنتی UT را نامطلوب کند (به عنوان مثال، خطوط گاز طبیعی) ایده آل می کند.

### EMAT – جوش های دور[ویرایش]
یکپارچگی جوش یکی از اجزای حیاتی ایمنی خط لوله است، به ویژه جوش های دور (یا جوش های محیطی که هر بخش از لوله را به هم متصل می کنند). با این حال، برخلاف ساختار مولکولی ثابت فولاد آسیاب شده، جوش ها و مناطق متاثر از حرارت آنها (HAZs) ساختار دانه ای ناهمسانگردی دارند که سیگنال های اولتراسونیک را ضعیف می کند و واریانس های سرعت موج ایجاد می کند که تجزیه و تحلیل آن برای ابزارهای ILI دشوار است.
یک روش EMAT پرتو زاویه ای از مجموعه ای از نه اسکن فرکانس-زمان (FT) در هر طرف جوش دور، که در آن هر فرکانس مربوط به یک زاویه موج ورودی متفاوت است، استفاده می کند. شکل زیر نموداری از ناحیه بازرسی تحت پوشش این روش را نشان می دهد که در آن ناحیه سبز نشان دهنده انتشار امواج برشی در جوش و فلز اطراف است.
این ابزار هر مجموعه ای از اسکن های FT را در یک اسکن ماتریس فرکانس-زمان واحد ادغام می کند تا شرایط جوش را با ناهنجاری هایی که بر اساس شدت کدگذاری شده اند، نشان دهد.این روش اسکن دور جوش برای تشخیص عیوب جوش زیر طراحی شده است:
- عیوب مسطح (به عنوان مثال، عدم همجوشی، ترک)
- عیوب حجمی (به عنوان مثال، تخلخل، اجزاء غیر فلزی)

### نشت شار مغناطیسی (MFL)[ویرایش]
مقاله اصلی – نشت شار مغناطیسی
ابزارهای نشت شار مغناطیسی (MFL) از سنسوری استفاده می کنند که بین چندین آهنربا قدرتمند قرار گرفته است تا جریان شار مغناطیسی را در دیواره لوله ایجاد و اندازه گیری کند. فولاد ساختاری سالم دارای ساختار یکنواختی است که جریان منظم شار مغناطیسی را امکان پذیر می کند، در حالی که ناهنجاری ها و ویژگی ها جریان شار را در الگوهای قابل شناسایی قطع می کنند. سنسور این وقفه های جریان را ثبت می کند و آنها را برای تجزیه و تحلیل بعدی ثبت می کند. شکل زیر اصل یک ابزار بازرسی MFL معمولی را نشان می دهد. سمت چپ نمودار نحوه عملکرد یک ابزار MFL را در لوله های ساختاری سالم نشان می دهد، در حالی که سمت راست نشان می دهد که چگونه ابزار نقص اتلاف فلز را شناسایی و اندازه گیری می کند.
ابزارهای MFL در درجه اول برای تشخیص خوردگی حفره ای استفاده می شوند و برخی از تنظیمات ابزار می توانند عیوب جوش را تشخیص دهند. یکی از مزیت‌های ابزار MFL نسبت به ابزار اولتراسونیک، توانایی حفظ حساسیت معقول از طریق پوشش‌های سطح نسبتاً ضخیم (به عنوان مثال، رنگ، آستر لوله) است.

### بازرسی تصویری[ویرایش]
مقاله اصلی - بازرسی ویدیویی
ابزارهای روباتیک NDT از دوربین ها استفاده می کنند تا دید بهینه ای از ناحیه بازرسی را برای تکنسین ها فراهم کنند. برخی از دوربین ها برای کمک به کنترل ابزار، نماهای خاصی از خط لوله (به عنوان مثال، مستقیم به جلو، ناحیه تماس حسگر روی فلز) ارائه می دهند، در حالی که دوربین های دیگر برای گرفتن عکس هایی با وضوح بالا از یافته های بازرسی استفاده می شوند.
برخی از ابزارها فقط برای انجام بازرسی ویدیویی وجود دارند. بسیاری از این ابزارها مکانیزمی برای هدف قرار دادن دوربین برای بهینه‌سازی کامل میدان دید تکنسین‌ها دارند و فقدان سایر بسته‌های حسگر ILI حجیم این ابزارها را فوق‌العاده قابل مانور می‌کند. دوربین های روی ابزارهای چند منظوره ILI معمولاً در مکان هایی قرار می گیرند که توانایی تکنسین ها را برای تجزیه و تحلیل یافته ها و همچنین کنترل بهینه ابزار را به حداکثر می رساند.

### پروفیلومتری لیزری[ویرایش]
مقاله اصلی – مترولوژی سطح
پروفیلومترهای لیزری یک شکل را بر روی سطح جسم پخش می کنند. تکنسین ها لیزر را (هم زاویه برخورد و هم فاصله از جسم) پیکربندی می کنند تا از یکنواختی شکل روی فلز معمولی اطمینان حاصل کنند. ناهنجاری‌های سطحی (مانند خوردگی حفره‌ای، فرورفتگی) شکل را تغییر می‌دهند و به تکنسین‌های بازرسی اجازه می‌دهند تا ناهنجاری‌ها را با استفاده از برنامه‌های نرم‌افزاری اختصاصی اندازه‌گیری کنند. عکس‌های این اعوجاج‌های لیزری شواهد بصری ارائه می‌کنند که فرآیند تحلیل داده‌ها را بهبود می‌بخشد و به تلاش‌های یکپارچگی ساختاری کمک می‌کند.

### جریان گردابی پالسی (PEC)[ویرایش]
مقاله اصلی – جریان پالسی گردابی
ابزارهای جریان گردابی پالسی (PEC) از یک سیم پیچ پروب برای ارسال یک میدان مغناطیسی پالسی به یک جسم فلزی استفاده می کنند. میدان مغناطیسی متغیر باعث ایجاد جریان های گردابی بر روی سطح فلز می شود. ابزار سیگنال جریان گردابی شناسایی شده را پردازش می کند و آن را با یک مجموعه سیگنال مرجع قبل از اجرای ابزار مقایسه می کند. خواص مواد حذف می شوند تا میانگین ضخامت دیواره در ناحیه تحت پوشش میدان مغناطیسی را نشان دهند. این ابزار سیگنال را برای تجزیه و تحلیل بعدی ثبت می کند. نمودار زیر اصل یک ابزار بازرسی PEC معمولی را نشان می دهد.
ابزارهای PEC می‌توانند با فاصله بزرگ‌تری بین مبدل و جسم بازرسی نسبت به سایر ابزارها به دقت بازرسی کنند، که آن را برای بازرسی فلز از طریق مواد غیرفلزی (مانند پوشش‌های لوله، عایق، رشد دریایی) ایده‌آل می‌سازد.

## مطالعات موردی[ویرایش]
قانون فدرال ایالات متحده بازرسی های پایه را برای ایجاد آمارهای ساخت خط لوله و بازرسی های دوره ای بعدی برای نظارت بر زوال دارایی ها را ملزم می کند. اپراتورهای خط لوله همچنین مسئول تعیین مناطق با پیامد بالا (HCA) در تمام خطوط لوله، انجام ارزیابی های منظم برای نظارت بر شرایط خط لوله، و توسعه اقدامات پیشگیرانه و طرح های واکنش هستند.
مقررات دولتی برای بازرسی خطوط لوله بر اساس سطح نگرانی های ایمنی عمومی متفاوت است. به عنوان مثال، انفجار خط لوله گاز طبیعی در سال 2010 در محله مسکونی سان برونو ، کمیسیون خدمات عمومی کالیفرنیا را بر آن داشت تا از اپراتورهای انتقال گاز طبیعی کالیفرنیا، برنامه های ارتقای ایمنی را درخواست کند. طرح ایمنی شامل تعویض های متعدد خط لوله و بازرسی های درون خطی بود.

### نمونه های کاربردی خزنده ILI رباتیک متصل شده[ویرایش]
اداره ایمنی خطوط لوله و مواد خطرناک فدرال (PHMSA) به دلیل خطر گیر کردن، استفاده از خزنده‌های بدون اتصال را در HCA مجاز نمی‌داند. حفاری خطوط لوله مدفون برای بازیابی ابزارهای گیر کرده در زیر گذرگاه های آزادراه، تقاطع رودخانه ها یا مناطق متراکم شهری بر زیرساخت های جامعه تأثیر زیادی خواهد گذاشت. بنابراین اپراتورهای خطوط لوله گاز طبیعی و نفت برای بازرسی خطوط لوله غیرقابل پیگم به خزنده های رباتیک ILI وابسته هستند.
ویلیامز در سال 2015 از یک خزنده رباتیک ILI برای بازرسی بخش غیرقابل استفاده از خط لوله Transco در نیوجرسی استفاده کرد. سیستم خط لوله از زیر رودخانه هادسون عبور می کرد. ساخت یک مجتمع مسکونی جدید در این نزدیکی یک HCA جدید ایجاد کرد که ویلیامز را ملزم به ایجاد یک برنامه مدیریت یکپارچگی بر اساس مقررات PHMSA کرد.
شرکت خدمات خط لوله Alyeska ایستگاه پمپ 3 در سیستم خط لوله Trans-Alaska را پس از کشف نشت نفت در یک خط لوله زیرزمینی نفت در ایستگاه پمپ 1 در سال 2011 بازرسی کرد. این نشت منجر به توافق رضایت بین Alyeska و PHMSA شد که Alyeska را ملزم به حذف تمام لوله‌های انتقال مایع از سیستم خود کرد که با استفاده از ابزار ILI یا تکنیک بازرسی مناسب مشابه قابل ارزیابی نبود. از آنجایی که سایر ابزارهای ILI نمی‌توانند هندسه خط لوله مشترک در هر یک از یازده ایستگاه پمپ در طول خط لوله را هدایت کنند، Alyeska مجوز استفاده از خزنده رباتیک ILI ساخته شده توسط Diakont را برای تکمیل یک پروژه بازرسی در ایستگاه پمپ 3 دریافت کرد. این ابزار به Alyeska اجازه می‌دهد تا تنها چند اتصالات کوچک بالای زمینی را جدا کند تا اجازه ورود خزنده به لوله‌کشی را بدهد و در زمان و هزینه لازم برای حفاری صدها فوت لوله (که برخی از آنها نیز در طاق‌های بتنی محصور شده‌اند) برای بازرسی دستی صرفه‌جویی کند.
نیروگاه‌های هسته‌ای در ایالات متحده طبق دستورالعمل‌های مؤسسه انرژی هسته‌ای (NEI) NEI 09-14، دستورالعمل مدیریت یکپارچگی لوله‌های مدفون، تابع دستورات مدیریت یکپارچگی منحصربه‌فرد هستند.
- ایستگاه هسته‌ای کوپر در نبراسکا به عنوان بخشی از تمدید مجوز نیروگاه هسته‌ای در سال 2010، بازرسی‌های لوله‌های مدفون را برای مطابقت با این دستورات صنعتی انجام داد. بخشی از برنامه مدیریت یکپارچگی خط لوله کارخانه شامل بازرسی یک خط تزریق مایع خنک کننده با فشار بالا (HPCI) با استفاده از خزنده رباتیک ILI متصل شده تولید شده توسط Diakont بود.

- ایستگاه تولید برق پروژه جنوب تگزاس در سال 2014 با استفاده از خزنده انرژی هسته‌ای هیتاچی جنرال الکتریک، بازرسی یک لوله آب سرویس را انجام داد.

### نمونه های کاربردی خزنده ILI رباتیک بدون اتصال[ویرایش]
اپراتورهای خط لوله گاز طبیعی می توانند از خزنده های رباتیک ILI بدون اتصال برای خطوط لوله توزیع کوچکتر که در زیر عناصر زیرساخت حیاتی قرار ندارند (به عنوان مثال، تقاطع آزادراه) استفاده کنند.
- در سال 2011، شرکت گاز کالیفرنیای جنوبی (SoCalGas) از یک خزنده رباتیک ILI بدون اتصال که توسط Pipetel ساخته شده بود برای بازرسی یک خط لوله گاز طبیعی 8 اینچی استفاده کرد که جریان محصول آن فاقد فشار برای به حرکت درآوردن یک خوک هوشمند سنتی بود. این ابزار با موفقیت 2.5 مایل از خط لوله را بازرسی کرد که شامل یک بخش محفظه ای و یک منطقه زیر یک خط راه آهن بود.

- شرکت گاز جنوب غربی در سال 2013 از همین ابزار برای بازرسی تقریباً یک مایل از یک خط گاز طبیعی 6 اینچی در لاس وگاس، نوادا استفاده کرد.

Central Hudson Gas & Electric از یک خزنده مشابه در سال 2015 برای بازرسی یک بخش 3000 اینچی از یک خط گاز طبیعی 16 اینچی که شامل یک گذرگاه جاده بود، استفاده کرد.

## مقایسه روش NDT[ویرایش]
ابزارهای روباتیک NDT مزایای زیر را نسبت به سایر روش های NDT دارند:
- تجزیه و تحلیل داده ها در زمان واقعی تلاش های یکپارچگی ساختاری را مؤثرتر و راحت تر می کند.
  - نتایج اولیه سریع‌تر مدیریت یکپارچگی ساختاری را کارآمدتر می‌کند - نتایج حاصل از یک خوک هوشمند تا زمانی که ابزار کامل نشده باشد در دسترس نیستند و ممکن است تا 90 روز طول بکشد تا تجزیه و تحلیل شود، در حالی که محدوده بازرسی کوتاه‌تر و نظارت زمان واقعی نزدیک به نتایج ابزار رباتیک اجازه می‌دهد در کمتر از 30 روز به طور رسمی گزارش شود.
  - بازرسی ابزارهای رباتیک می تواند شامل یک آستانه گزارش فوری باشد.
    - خدمه می توانند از آستانه های گزارش جداگانه برای اولویت بندی بهتر یافته ها استفاده کنند.
    - توانایی متوقف کردن ابزار و هشدار به مهندسین مشتریان در مورد جدی ترین یافته ها به تسریع تلاش های یکپارچگی سازه کمک می کند.

  - نظارت مستمر امکان تعمیر ابزار یا/و تنظیم محدوده بازرسی را فراهم می کند تا از هزینه / ناراحتی یک تکرار کامل ابزار جلوگیری شود.
    - نظارت بر داده‌ها در زمان واقعی امکان گزارش‌های روزانه را فراهم می‌کند و گزارش اولیه (شامل تنها جدی‌ترین ناهنجاری‌ها) را ممکن می‌سازد.
    - خدمه بازرسی می توانند پیشرفت رو به جلو ابزار را برای بررسی مجدد یافته ها به منظور جمع آوری داده های اضافی و تایید هویت/شدت نقص متوقف کنند.
    - توانایی نظارت بر عملکرد ابزار، یکپارچگی داده های ابزار را برای کل بازرسی تضمین می کند.
- ردپای جمع و جور این ابزارها به آنها اجازه می دهد تا به جای محدود شدن به نقاط پایانی از پیش تعیین شده (به عنوان مثال، پرتابگر/گیرنده خوک) در راحتی مشتری به کار گرفته شوند.
  - این باعث می‌شود ابزارهای متصل شده کمتر گیر کنند و در صورت گیر کردن/آسیب گرفتن، بازیابی آنها آسان‌تر می‌شود.
  - اپراتورهای خط لوله می توانند هنگام بررسی تاسیسات زیرزمینی از صرفه جویی عمده در هزینه های حفاری بهره مند شوند، به خصوص اگر اجرای ابزار بتواند با حفاری موجود در طول سایر تلاش های تعمیر و نگهداری هماهنگ شود.
  - نیازهای فضای کوچکتر، استفاده از خزنده های NDT روباتیک را در محیط های شهری و سایر مکان های تنگ که در آن عابران پیاده، ترافیک وسایل نقلیه و/یا سایر کارگران حضور دارند، بسیار آسان تر می کند.
- ابزارهای روباتیک NDT به طور خاص برای حرکت در محیط های پیچیده تر طراحی شده اند.
  - خدمه بازرسی می توانند سفر ابزار را برای قرار دادن وسایل (مانند سه راهی ها، خم ها، تکیه گاه های سقف مخزن) و همچنین یافته ها (مانند فرورفتگی، گودال های خوردگی) تنظیم کنند تا از آسیب یا گیرکردن ابزار جلوگیری کنند.
  - خدمه بازرسی همچنین می توانند ابزار را برای به حداکثر رساندن دریافت حسگر در مناطقی که مسیر حرکت عادی ابزار بر خوانش ها تأثیر می گذارد، دستکاری کنند.
- بسیاری از مناطق بازرسی خطرات ایمنی قابل توجهی را برای سرنشینان انسانی ایجاد می کنند که می توان آنها را با ابزارهای روباتیک NDT از بین برد یا تا حد زیادی کاهش داد:
  - الزامات ورودی متوسط و عملکرد از راه دور خزنده های بازرسی خط لوله، خطرات مربوط به کار در ترانشه ها را به حداقل می رساند.
  - بازرسی رباتیک داخل مخازن مایع، خطرات مربوط به کار در فضاهای محدود را از بین می برد، به خصوص اگر محتویات مخزن شامل دودهای خطرناک باشد.
  - بازرسی رباتیک پوسته تانک نیاز به حفاظت از سقوط و خطرات ناشی از کار در ارتفاعات قابل توجه را از بین می برد.
- هزینه قطع برای بازرسی (و تعمیر و نگهداری برنامه ریزی شده، در صورت لزوم) کسری از هزینه های مربوط به خرابی دارایی است.

ابزارهای رباتیک در مقابل سایر روش های NDT دارای معایب زیر هستند:
- نیاز خدمه بازرسی برای حفظ ارتباط با ابزار، برد موثر آن را محدود می کند.
  - ابزارهای متصل ممکن است به دلیل توانایی خزنده برای کشیدن بند در فواصل طولانی محدود شوند.
  - کشش روی کابل خزنده متصل ممکن است حرکت ابزار را پس از عبور از خم های زیاد در کاربردهای خط لوله، یا پس از پیچیده شدن در اطراف تکیه گاه های سقف در طول بازرسی کف مخزن، محدود کند.
- بسیاری از ابزارهای بازرسی خط لوله خودکششی کندتر از خوک هایی هستند که می توانند با محصول جریان داشته باشند.
- برخلاف برخی از وسایل نقلیه کنترل از راه دور که به صورت تجاری برای اجاره یا فروش در دسترس هستند، خزنده های رباتیک NDT قبل از اینکه بتوانند برای بازرسی رسمی استفاده شوند، نیاز به آموزش قابل توجهی دارند.
  - الزامات نظارتی اغلب مشخص می‌کند که داده‌های بازرسی باید برای گزارش‌دهی توسط تکنسین‌هایی که به‌عنوان متخصص در فناوری بازرسی قابل‌اجرا توسط یک سازمان مستقل گواهی شده‌اند، جمع‌آوری، تجزیه و تحلیل و جمع‌آوری شود (به عنوان مثال، انجمن آمریکایی آزمایش‌های غیرمخرب ، انجمن مهندسین مکانیک آمریکا ). .
- بسیاری از خزنده ها نیاز دارند که منطقه بازرسی از سرویس خارج شود و قبل از عملیات تمیز شود.
  - نظارت مداوم بر کیفیت هوا ممکن است در طول عملیات ضروری باشد، تا زمانی که یک پوشش گاز خنثی (مثلاً نیتروژن) تهیه شود، اگر منطقه حاوی بخارهای قابل اشتعال/منفجره است.
  - زباله های سست (مثلاً گرد و غبار فرومغناطیسی ، پارافین ) یا خوردگی داخلی می توانند بر خوانش های EMAT و MFL تأثیر بگذارند.
  - این سرویس‌ها اغلب می‌توانند در طول قطعی‌های برنامه‌ریزی‌شده انجام شوند، اما اگر الزامات نظارتی با سایر قطعی‌های خدمات برنامه‌ریزی‌شده مطابقت نداشته باشد، ممکن است خاموشی ویژه لازم باشد.

1. ↑ Ultrasonic Testing. The Hashemite University NDT Center. Accessed 2 March 2016.
2. ↑ In-Line Inspection Technology to Detect, Locate, and Measure Pipeline Girth Weld Defects. California Energy Commission, 2015. Web. Accessed 1 March 2016.
3. ↑ de Raad, J.A., and J.H.J. Stalenhoef. MFL and PEC Tools for Plant Inspection. December 1998. Web. Accessed 1 March 2016.
4. ↑ Drury, J.C, and A. Marino. A Comparison of the Magnetic Flux Leakage and Ultrasonic Methods in the detection and measurement of corrosion pitting in ferrous plate and pipe. October 2000. Web. Accessed 1 March 2016.
5. ↑ Robers, M.A. and R. Scottini. Pulsed Eddy Current in Corrosion Detection. June 2002. Web. Accessed 2 March 2016.
6. ↑ Pipeline Safety: Pipeline Integrity Management in High Consequence Areas (Gas Transmission Pipelines). Research and Special Programs Administration, 2003. Web. Accessed 1 March 2016.
7. ↑ Ng, Deana Michelle and Sharon L. Tomkins. Amended Pipeline Safety Enhancement Plan of Southern California Gas Company (U 904-G) and San Diego Gas & Electric Company (U 902-M) Pursuant to D.11-06-017, Requiring All California Natural Gas Transmission Operators to File a Natural Gas Transmission Pipeline Comprehensive Pressure Testing Implementation Plan. December 2, 2011. Web. Accessed 9 March 2016.
8. ↑ Robotic Crawlers Inspect Unpiggable Gas Pipelines in Urban Area. North American Oil & Gas Pipelines. September 29, 2015. Web. Accessed 9 March 2016.
9. ↑ DeMarban, Alex. Crawling robot patrols Alaska pipeline’s formerly ‘unpiggable’ lines. July 5, 2015. Web. Accessed 9 March 2016.
10. ↑ Bremer, David. Robotic Pipe Inspection to Meet License Renewal Commitments. Nuclear Plant Journal. March–April 2013. Web. Accessed 9 March 2016.
11. ↑ Pipe surveying solution. Nuclear Engineering International Magazine. April 27, 2015. Web. Accessed 10 March 2016.
12. ↑ Pipetel’s Explorer Robotic Inspection Tool Used to Inspect SoCalGas Pipelines. PR Newswire. August 16, 2011. Web. Accessed 15 March 2015.
13. ↑ Southwest Gas chooses Pipetel for Unpiggable pipeline inspection as part of its commitment to safety. Northeast Gas Association. January 2014. Web. Accessed 9 March 2016. شما می‌توا
14. ↑ Welsh, Kathy. Central Hudson Tests Innovative Pipeline Inspection Robot. Hudson Valley News Network. October 8, 2015. Web. Accessed 15 March 2016.